# Église de la Dormition-de-la-Mère-de-Dieu de Čajniče
Pour les articles homonymes, voir Église de la Dormition-de-la-Mère-de-Dieu.
L'église de la Dormition-de-la-Mère-de-Dieu (en serbe cyrillique : Црква Успења пресвете Богородице ; en serbe latin : Crkva Uspenja presvete Bogorodice) est située en Bosnie-Herzégovine, sur le territoire de la ville de Čajniče et dans la municipalité de Čajniče. Elle a été construite entre 1857 et 1853 et est inscrite sur la liste des monuments nationaux de Bosnie-Herzégovine.